# Liste des églises de la Charente
Voici la liste des églises du département de la Charente, par commune.
Le département de la Charente comprend 365 communes au 1er janvier 2021.
Depuis 2018, le diocèse d'Angoulême compte 35 paroisses.

## Liste
Cette liste s'attache principalement à/au :
- nom exact de l'édifice (et donc sous le vocable de quel saint il est placé)
- sa fonction initiale

Sigles utilisés ci-après :
- (p) = actuellement église paroissiale.
- MH = désigne un édifice classé monument historique. Il est suivi du lien direct vers la page concernant ledit édifice dans la base Mérimée.
- IGPC = désigne un édifice étudié dans le cadre de l'inventaire général du patrimoine culturel de la région Nouvelle-Aquitaine (Conseil régional / direction Vivre Ensemble). Il est suivi du lien direct vers la page concernant ledit édifice dans la base Mérimée.

## A
Abzac : Église Saint-Sulpice,
Agris : Église Saint-Caprais, unie au prieuré Saint-Florent de la Rochefoucauld et dépendance de l'abbaye Saint-Florent de Saumur ; MH Notice no PA00104197
Aignes-et-Puypéroux : Église Saint-Gilles à Puypéroux, ancienne abbatiale de l'abbaye Saint-Gilles de Puypéroux ; MH Notice no PA00104198
Aigre : Église Saint-Pierre (p) ; MH Notice no IA00040788
Alloue :
- Église Notre Dame (XIIe siècle) ; MH Notice no IA16001664
- Prieuré Notre-Dame, IGPC Notice no IA16001459

Ambérac : Église Saint-Étienne, dépendait de l'abbaye de Saint-Amant-de-Boixe
Ambernac : Église Saint-Pierre
Ambleville :
- Église Saint-Pierre (voir Ambleville)
- Prieuré de Bénédictins Saint-Pierre (Prieuré Cure), dépendait de l'abbaye Saint-Étienne de Baignes ; IGPC Notice no PA00079974

Anais : Église Saint-Pierre-ès-Liens
Angeac-Champagne : Église paroissiale Saint-Vivien ;  IGPC Notice no IA00041981
Angeac-Charente : Église Saint-Pierre, simple église paroissiale ; MH Notice no IA00041935 & Notice no PA00104578 ; voir aussi Angeac-Charente.
Angeduc : Église paroissiale Saint-Barthélemy ; IGPC Notice no IA00041296
Angoulême :
- Cathédrale Saint-Pierre
- Église Notre-Dame d'Obézine
- Église du Sacré-Cœur
- Église Saint-André
- Église Saint-Ausone
- Église Saint-Cybard
- Église Saint-Jacques
- Église Saint-Martial
- Église Sainte-Bernadette
- Chapelle Saint-Roch

Ansac-sur-Vienne :
- Église Saint-Benoît (p) ; MH Notice no PA16000001
- Chapelle Notre-Dame, reste d'une ancienne église paroissiale ; MH Notice no IA00066131

Anville : Église du XIe siècle. voir Anville
Ars : Église Saint-Maclou, simple église paroissiale ; MH Notice no IA00059106 & Notice no IA00059104 ; (voir aussi Ars)
Asnières-sur-Nouère : Église Saint-Martin
Aubeterre-sur-Dronne :
- Chapelle des Minimes MH Notice no PA00104235
- Église Saint-Jacques MH Notice no PA00104234
- Église Saint-Jean (église monolithe) MH Notice no PA00104233

voir Aubeterre-sur-Dronne)
Aubeville : Église Saint-Cybard, ancien prieuré de l'abbaye Saint-Cybard
Auge-Saint-Médard :
- Église d'Auge
- Église Saint-Médard

Aunac : Église Saint-Sixte
Aussac-Vadalle : Église Saint-Pierre

## B
Baignes-Sainte-Radegonde :
- Abbaye Saint-Étienne de Baignes
- Prieuré Sainte-Radegonde (Sainte-Radegonde)

Balzac : Église Saint-Martin, appartenait à la mense épiscopale jusqu'en 1162, puis fut donnée à l'Abbaye de Saint-Amant-de-Boixe
Barbezières : Église Saint-Martin (p), ancienne commanderie de l'Ordre de Saint-Jean de Jérusalem ; MH Notice no IA00040796
Barbezieux-Saint-Hilaire : Église Saint-Mathias
Bardenac : Prieuré Saint-Saturnin
Barret : Église Saint-Pardoux, ancien prieuré de l'abbaye Saint-Étienne de Baignes
Barro :
Bassac : Abbaye Saint-Étienne de Bassac
Bayers : Église Notre-Dame
Bazac : Église Saint-Martin, église paroissiale attribuée au chapitre cathédral en 1110
Beaulieu-sur-Sonnette : Église Saint-Côme-Saint-Damien, fondée en 1040 par les moines de Novalèse,
Bécheresse : Église Saint-Barthélemy
Bellon :
Benest : Église St-Justinien, ancien prieuré de l'abbaye Saint-Sauveur de Charroux,
Bernac :
Berneuil : très belle église du XIIe siècle
Bessac : Église Saint-Jean-Baptiste
Bessé : Église Saint-Sébastien (p) ; MH Notice no IA00040806
Bignac : Litre funéraire de François VI de La Rochefoucauld et d'Andrée de Vivonne, son épouse dans l'église
Bioussac : Église Saint-Pierre
Birac : Église Notre-Dame
Blanzac-Porcheresse :
- Église Saint-Arthémy (Blanzac) : collégiale
- Église Saint-Cybard (Porcheresse), donnée à l'abbaye Saint-Étienne de Baignes vers 1088-1098[5]

Blanzaguet-Saint-Cybard :
- Église Saint-Pierre-Saint-Paul
- Église Saint-Cybard

Boisbreteau : Prieuré Sainte-Macrine
Bonnes : Église du XIIe siècle
Bonneuil : Église Saint-Pierre
Bonneville : Église Saint-Clément, ancien prieuré de l'abbaye Saint-Cybard
Bors : Église Sainte-Marie-Madeleine
Bors : Église Notre-Dame
Bouëx : Église Saint-Étienne
Bourg-Charente : Église Saint-Jean
Bouteville : Église Saint-Paul, ancien prieuré fut donnée à l'abbaye de Savigny.
Boutiers-Saint-Trojan :
- Église Saint-Antoine (Boutiers)
- Église Saint-Trojan (Saint-Trojan)
- Ruines de l'église Saint Marmet (des XIe et XIIe siècles)

Brettes : Église Saint-Cybard
Bréville : Église Saint-Benoît
Brie : Église Saint-Médard, appartenait au chapitre cathédral
Brie-sous-Barbezieux :
Brie-sous-Chalais :
Brigueuil : Église Saint-Martial
Brillac : Église Saint-Pierre
Brossac : Église Notre-Dame
Bunzac : Église Saint-Symphorien

## C
Cellefrouin : Église Saint-Nicolas - collégiale Saint-Pierre, ancienne abbatiale de l'abbaye Saint-Pierre de Cellefrouin
Cellettes : Église Saint-Saturnin, ancien prieuré de l'abbaye de Saint-Amant-de-Boixe
Chabanais :
- Église Saint-Pierre, ancien prieuré-cure dépendant de l'abbaye de Lesterps
- Église Saint-Sébastien, construite de 1892 à 1894
- Clocher Saint-Michel, reste d'une église, qui abritait une confrérie de Pénitents Blancs.
- Fontaine dédiée à saint Roch : le 18 août 1895 bénédiction de la croix élevée sur la fontaine dédiée à saint Roch en mémoire de l’ancienne église détruite[15]

Chabrac : Église Notre-Dame, ancien prieuré-cure dépendant de l'abbaye de Lesterps
Chadurie :
- Église Saint-Saturnin : appartenait à la mense épiscopale[5]
- Chapelle en ruine de Sainte-Acquittière[16]

Chalais :
- La Chapelle
- Église Sainte-Marie
- Église Saint-Martial, ancien prieuré de l'abbaye Saint-Martial de Limoges[7]
- Église Saint-Christophe
- Église Saint-Pierre à Sérignac

Challignac : Église Saint-Sulpice
Champagne-Mouton : Église Saint-Michel
Champagne-Vigny : Église Saint-Christophe
Champmillon : Église Saint-Vincent, ancien prieuré de l'abbaye Saint-Cybard
Champniers : Église Sainte-Eulalie, appartenait au chapitre cathédral, et fut unie, selon l'abbé Nanglard, à l'abbaye Saint-Ausone en 1621
Chantillac : Église Saint-Jean-Baptiste, ancien prieuré de l'Abbaye Saint-Étienne de Baignes
Charmant : Église Notre-Dame, appartenait au chapitre cathédral
Charmé : Église Saint-Pierre (p) ; MH Notice no IA00040815
Charras :
- Église Saint-Vivien, ancien prieuré de l'Abbaye Saint-Sauveur de Figeac[7]
- Abbatiale Notre-Dame de Fontvive, puis de Grosbot : ancienne abbatiale de l'abbaye Notre-Dame de Grosbot

Chasseneuil-sur-Bonnieure : Église Saint-Saturnin
Chassenon : Église Saint-Jean-Baptiste
Chassiecq : Église Saint-Claud, ancienne cure et vicairie perpétuelle de l'abbaye Saint-Pierre de Cellefrouin
Chassors : Église Saint-Romain, ancien prieuré de l'abbaye Saint-Cybard
Châteaubernard : Église paroissiale est la commanderie de Châteaubernard, ancienne commanderie de Templiers
Châteauneuf-sur-Charente :
- Église Saint-Pierre, prieuré de l'abbaye Saint-Étienne de Bassac[7]
- Église Saint-Surin (à Saint-Surin) : désaffectée depuis 1907, cet édifice fut donné à l'abbaye Saint-Florent de Saumur en 1114, puis passa au prieuré de Saint-Florent de La Rochefoucauld en 1184-1185[5]

Châtignac
Chavenat : Église Saint-Cybard, ancien prieuré de l'abbaye Saint-Cybard
Chazelles :
- Église Saint-Paul
- Église Saint-Martin.
- Voir Chazelles (Charente)

Chenommet : Église Saint-Pierre, ancien prieuré dépendant de l'abbaye Saint-Pierre de Cellefrouin. Il possède un bénitier du XIVe siècle qui est classé. Réf : Chenommet
Chenon :
Cherves-Châtelars :
- Église Notre-Dame et Saint-Pierre[18],[19]
- Prieuré Ste Marie-Madeleine du Châtelars : Construit selon toute vraisemblance au XIe siècle par l’Ordre de Cluny[18]

Cherves-Richemont :
- Église Saint-Vivien (romane, qui a été rehaussée d'un chemin de ronde muni d’archères)
- Église Saint-Georges (Richemont)

Chillac : Église Saint-Sulpice
Chirac :
- Église Saint-Pierre
- Chapelle Notre-Dame[20]

Claix : Église Saint-Christophe, appartenait au chapitre cathédral
Cognac :
- Église du Sacré-Cœur
- Église Saint-Antoine
- Église Saint-Jacques
- Église Saint-Léger de Cognac, ancien prieuré de l'abbaye Saint-Léger d'Ebreuil[7]
- Église Saint-Martin
- Temple protestant de Cognac

Combiers :
- Église Saint-Fiacre[21]
- Prieuré de Rauzet, ordre de Grandmont

Condac : Église Saint-Saturnin
Condéon : Église Saint-Marien
Confolens :
- Église Saint-Barthélémy
- Chapelle des Hospitaliers du Saint-Esprit
  - Le couvent des Recollets (XVIIe siècle)
  - Le couvent des Clarisses (XVIIe siècle)

Coulgens : Église Saint-Jean-Baptiste, dépendait de l'abbaye Saint-Pierre de Cellefrouin
Coulonges : Église Notre-Dame
Courbillac : Église Saint-Aubin
Courcôme : Église Notre-Dame
Courgeac :
- Église Saint-Étienne, église paroissiale qui dépendait de l'abbaye Notre-Dame de l'Assomption du Bournet, située sur la même commune[5]
- ancienne abbaye Notre-Dame de l'Assomption du Bournet

Courlac :
Couture : Église Saint-Hilaire (base Mérimée)
Cressac-Saint-Genis :
- Commanderie templière de Cressac
- Église Notre-Dame-de-Cressac (Cressac)
- Église Saint-Genis (Saint-Genis)

Criteuil-la-Magdeleine :
- Église Saint-Macrin-Saint-Jean-Baptiste
- Église de la Magdeleine

Curac : Église Saint-Vincent

## D
Deviat : Église Saint-Hilaire
Dignac :
- Église Saint-Cybard, ancien prieuré de l'abbaye Saint-Cybard[7], romane du XIIe siècle: façade épaulée de murs de contreforts amortis en placis. Clocher à deux étages, surmonté d'un toit à quatre pans et son portail. Peintures remarquables du XIIe siècle et XVIIe siècle. Édifice remanié en 1875.

Classée MH par arrêté du 26 décembre 1980.
- Au village de Cloulas : Église Saint-Sulpice, romane du XIIe siècle-XIIIe siècle.
- Au village de Beaulieu : Église Notre-Dame, romane de la nativité de la Vierge.

Le fond du chœur est percé de trois fenêtres romanes accolées, comme dans les temples protestants.
Dirac : Église Saint-Martial, appartenait au chapitre cathédral
Douzat :

## E
Ébréon : Église Saint-Pierre-ès-Liens, ancien prieuré de l'abbaye Saint-Sauveur de Charroux ; MH Notice no IA00040839
Echallat : Église Saint-Maurice, date de la fin du XIIe siècle, elle a été remaniée et fortifiée au XVe siècle et son clocher a été construit au XVIIe siècle. C'était primitivement le prieuré Saint-Maurice donné par Pierre Laumond, évêque d'Angoulême de 1159 à 1182 à l'abbaye Notre-Dame de La Couronne, de l'ordre Augustinien. Référence : Echallat
Écuras :
Édon : Église Saint-Pierre (Source : Base Mérimée - © Monuments historiques)
Empuré : Église Saint-Maixent
Épenède : Église Saint-Hilaire
Éraville : Église Saint-Pierre
Esse : Église Saint-Étienne
Étagnac : Église Saint-Pierre
Étriac : Église Saint-Germain, simple église paroissiale
Exideuil : Église Saint-André
Eymouthiers :

## F
Feuillade : Église Saint-Pierre (anciennement Saint-Natal), dépendait de l'abbaye Saint-Étienne de Baignes
Fléac : Église Notre-Dame
Fleurac : Église Sainte-Élisabeth
Fontclaireau : Église Saint-Pierre
Fontenille : Église Saint-Michel, ancienne vicairie perpétuelle unie au prieuré du même lieu et membre de l'abbaye Notre-Dame de Noyers, puis rattachée au prieuré conventuel de Bussière-Badil au XVe siècle
Fouquebrune : Église Saint-Maurice
Fouqueure : Église Saint-Étienne (p) ; ancienne commanderie de Templiers ; MH Notice no IA00040844
Foussignac : Église Saint-Cybard-Saint-Laurent

## G
Garat : Église Saint-Pierre-aux-Liens, appartenait au chapitre cathédral - siège d'un ancien archiprêtré
Gardes-le-Pontaroux : Église Notre-Dame
Genac : Église Saint-Pierre
Genouillac : Église Saint-Martial
Gensac-la-Pallue : Église Saint-Martin
Genté : Église Saint-Médard
Gimeux :
- Église Saint-Germain
- Chapelle Notre-Dame-de-Pitié

Gond-Pontouvre : Église Notre-Dame-de-la-Paix
Gondeville : Église Notre-Dame
Gourville : Église Notre-Dame, ancien prieuré de l'abbaye Saint-Cybard
Grassac :
- Église Saint-Jean-Baptiste
- À voir : Église orthodoxe de la Dormition, au lieu-dit Doumérac, qui dépend du Patriarcat de Moscou (magnifiques icônes à l'intérieur).

Graves-Saint-Amant :
- Église Saint-Martin (Graves)
- Église Saint-Amant

Guimps : Prieuré Saint-Pierre
Guizengeard : Église Saint-Jean-Baptiste(p), ancienne commanderie de Templiers, puis des Hospitaliers (Source : Base Mérimée - © Monuments historiques)
Gurat : Église Notre-Dame

## H
Hiersac : Église Saint-Thomas
Hiesse : Église Saint-Liphard
Houlette : Église Saint-Martin

## J
Jarnac : Église Saint-Pierre, ancien prieuré de l'abbaye Saint-Cybard
Jauldes : Église Saint-Martin
Javrezac : Église Saint-Pierre
Juignac : Église Saint-Nazaire
Juillac-le-Coq : Église Saint-Martin
Juillaguet : Église Saint-Hilaire, dépendait du chapitre cathédral.
Juillé :
Julienne : cette commune ne possède ni église ni cimetière et est rattachée à la paroisse de Chassors.
Jurignac : Église Saint-Pierre, appartenait à la mense épiscopale et siège d'un ancien archiprêtré.

## L
L'Isle-d'Espagnac : Église Saint-Michel
La Chapelle : La commanderie de Templiers donnée ensuite aux Hospitaliers de Jérusalem. L'ancienne église, devenue bâtiment agricole, possède une cave voutée d'ogives.
Référence : La Chapelle (Charente)
La Chèvrerie
La Couronne :
- Église Saint-Jean-Baptiste,
- Abbaye Notre-Dame de La Couronne

La Faye : Église Saint-Vincent, ancien prieuré de l'abbaye Notre-Dame de Nanteuil
La Forêt-de-Tessé:
La Magdeleine : Église Sainte-Madeleine
La Péruse :
La Rochefoucauld :
- Église collégiale Notre-Dame-de-l'Assomption-et-Saint-Cybard
- Église Saint-Étienne d'Olérat : simple cure ; dépendait successivement de l'abbaye Notre-Dame de Grosbot, puis au chapitre de Saint-Florent de La Rochefoucauld[5].

La Rochette : Église Saint-Sébastien
La Tâche : Église Saint-Jean-Baptiste, ancienne prieurale dépendant de l'abbaye Saint-Pierre de Cellefrouin.
Lachaise : Église Saint-Vivien ancien prieuré de bénédictins
Ladiville : Église Saint-Martin, MH Notice no IA00041451
Lagarde-sur-le-Né : Église Saint-Pierre
Lamérac : Église Saint-Saturnin, ancien prieuré de bénédictins
Laprade :
Le Bouchage : Église Notre-Dame
Le Grand-Madieu : Église Saint-Jean-Baptiste, ancienne commanderie
Le Lindois : Église Saint-Pierre
Le Tâtre : Commanderie des templiers Saint-Jean
Le Vieux-Cérier : Église Saint-Pierre-ès-Liens
Les Adjots :
Les Essards :
Les Gours : Église Notre-Dame (p) ; MH Notice no IA00040858
Les Métairies : Cette commune, créée en 1790, sur celle de Jarnac, lui est restée annexée au point de vue du culte. Elle ne possède ni église, ni cimetière.
Les Pins : Église Saint-Pierre
Lessac :
- Église Saint-Pierre-ès-Lien
- Chapelle Sainte-Radegonde, désaffectée

Lésignac-Durand : Église Saint-Pierre-ès-Liens
Lesterps : abbatiale Saint-Pierre, de l'ancienne abbaye de Lesterps
Lichères : Église Saint-Denis, ancienne prieurale de l'abbaye Notre-Dame de Nanteuil selon la 1re source suivante ; ancienne prieurale de l'abbaye Saint-Sauveur de Charroux selon la 2e source suivante : Sylvie Ternet, "Les églises romanes d'Angoumois", Tome II, éd. Le Croît Vif.
Lignières-Sonneville :
- Église Notre-Dame (Lignières)
- Chapelle à identifier (Sonneville)

Ligné : Église Notre-Dame
Linars : Église Saint-Pierre
Londigny : Église Saint-Hilaire
Longré :
Lonnes : Église Saint-Barthélémy
Louzac-Saint-André :
- Église Saint-Martin (Louzac)
- Église Saint-André (Saint-André)

Lupsault : Église Saint-Cybard, ancien prieuré ; MH Notice no IA00040877
Lussac : Église Saint-Barthélémy
Luxé : Église Saint-Aignan, ancien prieuré de l'abbaye de Saint-Amant-de-Boixe

## M
Magnac-Lavalette-Villars : Église Saint-Étienne était rattachée à la cathédrale d'Angoulême (une des dignités du chapitre cathédral).
Magnac-sur-Touvre : Église Saint-Cybard
Maine-de-Boixe : Chapelle de la Commanderie des moines soldats du XIIe siècle, au lieu-dit le Courreau
Mainfonds : Église Saint-Médard, simple église paroissiale
Mainxe : Église Saint-Maurice
Mainzac : Église Saint-Maurice, simple église paroissiale
Malaville : Église Saint-Saturnin
Manot :
- Église Saint-Martial
- Chapelle du cimetière Saint-Michel
- Chapelle du Couret

Mansle : Église Saint-Léger
Marcillac-Lanville : Prieuré Notre-Dame de Lanville, ancien prieuré de l'abbaye de Saint-Cybard, dont il reste l'église qui est devenue église paroissiale.
Mareuil : Église Notre-Dame
Marillac-le-Franc : Église Saint-Didier.
Marsac : Église Saint-Gervais - Saint-Protais, appartenait à la mense épiscopale.
Marthon : Église Saint-Martin
Massignac : Église Saint-Paul
Mazerolles : Église Notre-Dame
Mazières : Église Saint-Sulpice
Médillac : Église Saint-Laurent
Mérignac : Église Saint-Pierre
Merpins : Église Saint-Remi, ancien prieuré dépendant de l'abbaye de Savigny du diocèse de Lyon
Mesnac : Église Saint-Pierre, ancien prieuré-cure de bénédictins. Elle date du XIIe siècle, est à plan allongé, en un seul vaisseau qui est recouvert d'une voûte d'ogive. Elle possède un escalier à vis sans jour. Quatre châpiteaux (sculpture de palmette, feuillage...) et un vitrail sont remarquables. Elle a été restaurée à plusieurs reprises.
Mons
Montboyer : Église Saint-Vincent
Montbron : Église Saint-Maurice
Montchaude : Église Saint-Cybard
Montembœuf
Montignac-Charente : Église Saint-Étienne, ancien prieuré de l'abbaye de Saint-Amant-de-Boixe
Montignac-le-Coq : Église Sainte-Croix
Montigné : Église Saint-Pierre
Montjean : Église Saint-Romain
Montmoreau-Saint-Cybard :
- Église Saint-Denis de Montmoreau, ancien prieuré de l'abbaye Notre-Dame de Nanteuil[7]
- Chapelle castrale Notre-Dame
- Église Saint-Cybard, cure appartenant à l'abbaye de Saint-Jean-d'Angély jusqu'en 1489[5]

Montrollet : Église Saint-Sulpice
Mornac : Église Saint-Martin
Mosnac : Église Saint-Symphorien
Moulidars : Église Saint-Hippolyte
Mouthiers-sur-Boëme : Église Saint-Hilaire, ancien prieuré régulier de l'abbaye Saint-Martial de Limoges en 1094. L'édifice est mentionné également en 1110 comme appartenant à la mense épiscopale. Le prieuré devint séculier en 1536.
Mouton : Église Saint-Martial
Moutonneau
Mouzon : Église Saint-Martin

## N
Nabinaud
Nanclars : Église Saint-Michel, dépendait de l'abbaye Saint-Cybard.
Nanteuil-en-Vallée :
- Église Saint-Jean-Baptiste, ancien prieuré de l'abbaye Notre-Dame de Nanteuil[7]
- Église Saint-Gervais (Saint-Gervais)
- Abbaye Notre-Dame de Nanteuil

Nercillac : Église Saint-Germain, prieuré de l'Abbaye Saint-Étienne de Bassac
Nersac : Église Saint-Pierre, ancien prieuré de l'abbaye Saint-Cybard
Nieuil : Église Saint-Vivien
Nonac : Église Saint-Hilaire
Nonaville : Église Saint-Saturnin

## O
Oradour : Église Saint-Antoine, ancien prieuré ; MH Notice no IA00040885
Oradour-Fanais : Église Saint-Martin
Orgedeuil : Église Sainte-Eugénie, était siège d'un ancien archiprêtré.
Oriolles : Église Saint-Pierre, ancien prieuré dépendant de l'abbaye Saint-Vivien de Saintes
Orival : Église Saint-Adorateur

## P
Paizay-Naudouin-Embourie :
- Église Saint-Hilaire
- Église Saint-Genis (Embourie), ancien prieuré de l'abbaye Notre-Dame de Nanteuil[7]

Palluaud : Église Saint-Cybard
Parzac : Église Saint-Roch
Passirac : Église Saint-Pierre, ancien prieuré de l'abbaye Saint-Étienne de Baignes
Péreuil : Église Saint-Hilaire
Pérignac : Église Saint-Gervais-Saint-Protais, appartenait à la mense épiscopale.
Pillac : Église Saint-Aignan
Plaizac : Église Saint-Hippolyte
Plassac-Rouffiac :
- Église Saint-Cybard (Plassac),
- Chapelle Saint-Jean-Baptiste (Rouffiac)

Pleuville :
Poullignac : Église Saint-Martin
Poursac :
Pranzac : Église Saint-Cybard
Pressignac : Église Saint-Martin
Puymoyen : Église Saint-Vincent, appartenait à la mense capitulaire de la cathédrale.
Puyréaux : Église Saint-Laurent

## R
Raix : Église Saint-Barthélemy
Rancogne : Église Saint-Pierre
Ranville-Breuillaud : Église Notre-Dame (p) ; MH Notice no IA00040897
Reignac : Église Saint-Pierre, ancien prieuré dépendant de l'abbaye de Lesterps
Réparsac : Église Saint-Pierre
Rioux-Martin : Église Sainte-Trinité ou Saint-Eutrope ?
Rivières : Église Saint-Cybard, a dépendu successivement du prieuré Saint-Florent de La Rochefoucauld (dépendant lui-même de l'abbaye Saint-Florent de Saumur), puis du chapitre de La Rochefoucauld.
Ronsenac : Prieuré Saint-Jean-Baptiste
Rouffiac : Église Saint-Jean-Baptiste
Rougnac : Église Saint-Pierre (crypte à voir)
Rouillac : Église Saint-Pierre, simple cure mais aussi siège d'un archiprêtré
Roullet-Saint-Estèphe :
- Église Saint-Cybard (Roullet), unie à l'archidiaconé[5]
- Église Saint-Estèphe (Saint-Estèphe), simple cure[5]

Roumazières-Loubert :
- Église Saint-Christophe
- Église Saint-Jean-Baptiste (Loubert)
- Église Saint-Martial (Chantrezac)
- Chapelle Sainte-Croix (Le Petit-Madieu)
- Chapelle Notre-Dame de Laplaud (Laplaud)

Roussines :
Rouzède
Ruelle-sur-Touvre : Église Saint-Médard, ancien prieuré de l'abbaye de Cluny
Ruffec : Église Saint-André

## Saint - Sainte
Saint-Adjutory
Saint-Amant-de-Boixe : Église abbatiale Saint-Amant de l'abbaye de Saint-Amant-de-Boixe
Saint-Amant-de-Bonnieure : Église Saint-Amant, simple cure unie au chapitre cathédral au XVe siècle
Saint-Amant : Église Saint-Amant
Saint-Amant-de-Nouère : Église Saint-Amant
Saint-Angeau : Église Saint-Michel
Saint-Aulais-la-Chapelle :
- Église Sainte-Eulalie
- Église Saint-Jacques (Conzac)
- Église Saint-Vincent

Saint-Avit : Église Saint-Avit
Saint-Bonnet : Église Saint-Bonnet
Saint-Brice :
- Église Saint-Brice
- Église abbatiale de l’abbaye Notre-Dame-de-l'Assomption de Châtre

Saint-Christophe
Saint-Ciers-sur-Bonnieure
Saint-Claud :
- Église Saint-Claud, ancien prieuré de l'abbaye Saint-Sauveur de Charroux[39],[40]
- ? Église Saint-Sulpice, ancien prieuré de l'abbaye Saint-Pierre de Cellefrouin ???
- Église Saint-Jean-Baptiste de Négret lLieu-dit : Négret) : appartenait au prieuré bénédictin de Saint-Florent de La Rochefoucauld[5].

Saint-Coutant : Église Saint-Gilles, Chapelle de Chabossant, prieuré de Fontcreuse
Saint-Cybardeaux : Église Saint-Cybard
Saint-Eutrope : Église Saint-Eutrope, commune à la paroisse et au prieuré régulier du même lieu appartenant à l'ordre de Cluny, selon l'abbé Nanglard.
Saint-Félix : Église Saint-Félix
Saint-Fort-sur-le-Né : Église Saint-Fortunat-et-Saint-Fort, nommée maintenant Sainte-Anne (voir Saint-Fort-sur-le-Né)
Saint-Fraigne : Prieuré Saint-Fraigne ; MH Notice no IA00041041
Saint-Front : Église Saint-Front
Saint-Genis-d'Hiersac : Église Saint-Genis
Saint-Georges : Église Saint-Georges
Saint-Germain-de-Confolens : Église Saint-Vincent
Saint-Germain-de-Montbron : Église Saint-Germain
Saint-Gourson
Saint-Groux
Saint-Laurent-de-Belzagot : Église Saint-Laurent, commune à la paroisse et au prieuré clunisien de la même commune ; appartenait à la mense épiscopale dès 1110.
Saint-Laurent-de-Cognac : Église Saint-Laurent
Saint-Laurent-de-Céris : Église Saint-Laurent
Saint-Laurent-des-Combes
Saint-Léger : Église Saint-Léger
Saint-Martial : Église Saint-Nicolas de Peudry, cette église était commune à la paroisse et au prieuré.
Saint-Martin-du-Clocher
Saint-Mary : Église Saint-Mary, fermée au public, ancienne prieurale dépendant de l'abbaye Notre-Dame de Nanteuil, selon l'abbé Nanglard.
Saint-Maurice-des-Lions : Église Saint-Maurice
Saint-Michel
Saint-Médard : Église Saint-Médard
Saint-Même-les-Carrières : Église Saint-Maxime-Saint-Même
Saint-Palais-du-Né : Église Saint-Palais
Saint-Preuil : Église Saint-Projet
Saint-Projet-Saint-Constant :
Saint-Quentin-de-Chalais : Église Saint-Quentin
Saint-Quentin-sur-Charente :
Saint-Romain : Église Saint-Romain
Saint-Saturnin : Église Saint-Saturnin
Saint-Simeux : Église Saint-Siméon
Saint-Simon : Église Saint-Sigismond
Saint-Sornin : Église Saint-Sornin ou Saint-Saturnin : ancien prieuré-cure augustinien appartenant au prieuré de Notre-Dame des Salles-Lavauguyon.
Saint-Sulpice-de-Cognac : Église Saint-Sulpice
Saint-Sulpice-de-Ruffec :
Saint-Séverin : Église Saint-Séverin
Saint-Vallier :
Saint-Yrieix-sur-Charente : Église Saint-Yrieix
Sainte-Colombe : Église Sainte-Colombe. Aucune mention trouvée.
Sainte-Souline
Sainte-Sévère : église Sainte-Sévère, dépendait de l'abbaye de Châtre.

## S
Salles-d'Angles :
- Église Saint-Maurice
- Commanderie d'Angles

Salles-de-Barbezieux : Église Saint-Jacques
Salles-de-Villefagnan
Salles-Lavalette : Église Saint-Martin
Saulgond : Église Saint-Genest
Sauvagnac
Sauvignac
Segonzac : Église Saint-Pierre-aux-Liens
Sers : Église Saint-Pierre, appartenait à la mense épiscopale.
Sigogne : Église Saint-Martin
Sireuil : Église Saint-Orient, ancien prieuré dépendant de l'abbaye Notre-Dame de La Couronne
Sonneville : Église Saint-Pierre, ancien prieuré de l'abbaye de Saint-Amant-de-Boixe
Souffrignac : Église Saint-Antoine
Souvigné : Église Saint-Martial
Soyaux : Église Saint-Mathieu, appartenait au chapitre cathédral.
Suaux : Église Saint-Cybard
Suris

## T
Taizé-Aizie : Église Saint-Jean-Baptiste
Taponnat-Fleurignac : Église Saint-Martial (Taponnat), ancien prieuré-cure régulier appartenant au prieuré augustinien des Salles-Lavauguyon
Theil-Rabier : Église Sainte-Radegonde
Torsac : Église Saint-Aignan : en 852, une première église, probablement paroissiale, est mentionnée comme appartenant à l'abbaye Saint-Cybard ; en 1110, l'église Saint-Aignan de Torsac appartient à la mense épiscopale.
Tourriers : Église Saint-Hilaire, ancien prieuré de l'abbaye Saint-Cybard
Touvérac : Église Saint-Martin
Touvre : Église Sainte-Marie-Madeleine
Touzac : Église Saint-Pierre-Saint-Laurent
Triac-Lautrait : Église Saint-Romain, ancien prieuré de l'abbaye Saint-Cybard
Trois-Palis : Église Notre-Dame
Turgon : Église Saint-Sixte
Tusson : Église Saint-Jacques (p) ; MH Notice no PA00104527
Tuzie

## V
Valence : Église Saint-Pierre, simple cure
Vars : Église Saint-Denis, possession de la mense épiscopale
Vaux-Lavalette : Église Saint-Blaise
Vaux-Rouillac : Église Saint-Remi
Ventouse
Verdille : Église Saint-Cybard, ancien prieuré de l'abbaye Saint-Cybard
Verneuil :
Verrières : Église Saint-Palais
Verteuil-sur-Charente : Église Saint-Médard, ancien prieuré de l'abbaye Notre-Dame de Nanteuil
Vervant : Église Saint-Georges, ancien prieuré de l'abbaye de Saint-Amant-de-Boixe
Vibrac : Église Saint-Pierre
Vieux-Ruffec : Église Notre-Dame
Vignolles : Église Notre-Dame
Vilhonneur : Église Saint-Pierre
Villebois-Lavalette : Église Saint-Romain
Villefagnan : Église Saint-Pierre
Villegats : Église Saint-Fiacre, ancienne commanderie de l'Ordre de Saint-Jean de Jérusalem
Villejésus : Église-commanderie Notre-Dame
Villejoubert : Chapelle de la Mascarine (ou la Macarine, la Macary) : dépendait de l'abbaye de Saint-Amant-de-Boixe
Villiers-le-Roux
Villognon : Église Saint-Nicolas, ancien prieuré de l'abbaye de Saint-Amant-de-Boixe
Vindelle : Église Saint-Christophe, ancien prieuré de l'abbaye de Saint-Amant-de-Boixe
Vitrac-Saint-Vincent : Église Saint-Maixent, ancien prieuré de l'abbaye de Saint-Maixent
Viville : Commanderie de Templiers Saint-Jean-Baptiste
Vœuil-et-Giget : Église Saint-Jean-Baptiste
Vouharte : Église Notre-Dame, église paroissiale puis prieurale dépendant de l'abbaye Saint-Sauveur de Charroux
Voulgézac : Église Notre-Dame
Vouthon : Église des Templiers Saint-Martin
Vouzan

## X, Y, Z
Xambes :
- Église Saint-Germain-l'Auxerrois
- Église Notre-Dame dépendait de l'abbaye de Saint-Amant-de-Boixe ; détails à venir[5]

Yviers : Église Notre-Dame
Yvrac-et-Malleyrand :
- Église Saint-Vivien, simple cure[5]
- Commanderie Saint-Jean-Baptiste de Malleyrand, de l'Ordre du Temple

## Définitions et précisions
- Abbatiale
- Abbaye
- Baptistère
- Basilique
- Cathédrale
- Chapelle
- Cloître
- Collégiale
- Commanderie
- Église (édifice)
- Prieuré

## Liste des saints et saintes cités ci-dessus
- Saint Aignan
- Saint Amant : il s'agit ici d'Amant de Boixe, saint local fêté dans le diocèse. Il naquit à Bordeaux au début du VIIe siècle. À la recherche d'une vie parfaite, il fut attiré par la réputation de saint Cybard qui vivait en Angoumois. Il s'établit au cœur de la forêt de Boixe pour y vivre en ermite. Il est mort vers 680[49],[50].
- Saint André
- Saint Antoine
- Arthémy : voir Barthélémy
- Saint Ausone
- Saint Avit
- Saint Barthélémy
- Saint Benoît
- Saint Blaise
- Saint Bonnet[51]
- Saint Brice
- Saint Caprais
- Saint Christophe
- Saint Claud
- Saint Côme et saint Damien
- Saint Cybard
- Saint Denis
- Saint Didier
- Saint Étienne
- Saint Eutrope
- Saint Félix
- Saint Fiacre
- Saint Fort : saint Fortunat, devenu saint Fort, évêque de Poitiers au VIe siècle
- Saint Fraigne, "saint" local ; martyr près d'Angoulême, au VIe siècle. Nom latin : Fermerius[52]
- Saint Front (+74), aurait été évêque de Périgueux
- Saint Genis
- Saint Georges
- Saint Germain
- Saint Germain d'Auxerre
- Saint Gervais
- Saint Gilles
- Saint Hilaire
- Saint Hippolyte
- Saint Jacques
- Saint Jean
- Saint Jean le Baptiste
- Saint Laurent
- Saint Léger
- Saint Liphard
- Saint Maclou
- Saint Maixent
- Saint Marien
- Saint Martial
- Saint Martin
- Saint Maur
- Saint Maurice
- Saint Maxime : voir saint Même
- Saint Médard
- Saint-Même : vient de saint Mexme, disciple de saint Martin, qui fonda un monastère à Chinon vers le milieu du Ve siècle[53]
- Saint Michel
- Saint Nicolas
- Saint Orient, viendrait de Saint Orens (à confirmer)
- Saint Palais, archevêque de Bourges
- Saint Paul
- Saint Pierre
- Saint Projet
- Saint Protais
- Saint Quentin
- Saint Rémi
- Saint Roch
- Saint Romain
- Saint Saturnin
- Saint Sébastien
- Saint Séverin, évêque de Bordeaux mort vers 420[54]
- Saint Sigismond
- Saint Sixte
- Saint Sornin : Sornin est une déformation du nom Saturnin
- Saint Sulpice : Sulpice le Pieux - Sulpice-Sévère
- Saint Surin
- Saint Symphorien
- Saint Vincent
- Saint Vivien : probablement Vivien de Saintes, (+ 460) évêque (28 août).
- Saint Yrieix
- Sainte Colombe
- Sainte-Croix
- Sainte Eugénie
- Sainte Eulalie
- Sainte Macrine : Macrine l'Ancienne - Macrine la Jeune
- Sainte Marie
- Sainte Marie-Madeleine
- Sainte Radegonde
- Sainte-Sévère